# 아무도 잠들지 말라
〈아무도 잠들지 말라〉(이탈리아어: Nessun dorma 네순 도르마[*], "None shall sleep")는 이탈리아 작곡가 자코모 푸치니의 오페라 《투란도트》에 나오는 아리아 중의 하나이다. 흔히 〈공주는 잠 못 이루고〉라고 잘못 알려져 있다.

## 배경과 분석
이 아리아를 부르기 전 2막에서, 칼라프는 투란도트 공주가 모든 구혼자에게 내는 세 가지 수수께끼에 정확하게 대답한다. 그럼에도, 공주는 그와 결혼하는 것에 반기를 들고 거부한다. 이에 칼라프는 공주에게 날이 밝기 전까지 자신의 이름을 맞춰보라는 기회를 준다.(그가 공주에게 무릎 꿇을 때, 그의 대사 "Il mio nome non sai!"에서 〈아무도 잠들지 말라〉의 테마가 처음으로 등장한다) 만약 공주가 그의 이름을 맞추면 그를 처형할 수 있지만, 그렇지 못할 경우 그와 결혼하여야 한다. 잔혹하고 차가운 감정을 가진 공주는 그날 밤 그의 이름이 밝혀질 때까지 아무도 잠들지 못하도록 명한다. 그들이 이름을 알아내지 못하면, 모두가 죽게 되는 것이다.
마지막 막이 열리자 시간은 밤이 된다. 칼라프는 달빛 궁전의 정원에 홀로 있다. 그는 먼 거리에서 투란도트의 사자들이 공주의 명령을 선포하는 것을 듣는다. 그의 아리아는 그들의 외치는 소리의 메아리와 투란도트 공주에 대한 반향으로 시작한다.
| Nessun dorma! Nessun dorma! Tu pure, o Principessa, nella tua fredda stanza, guardi le stelle che tremano d'amore, e di speranza! | 아무도 잠들지 말라! 아무도 잠들지 말라! 당신도, 공주여, 그대의 차가운 침방에서, 별을 보시오, 사랑과 희망에 전율하는!    |
| Ma il mio mistero è chiuso in me; il nome mio nessun saprà! No, No! Sulla tua bocca lo dirò quando la luce splenderà!             | 허나 나의 비밀은 내 안에 숨어있고; 아무도 내 이름을 모를 것이오! 아니, 아니! 그대 입술에 여명이 밝으면 내가 말해주리다! |
| Ed il mio bacio scioglierà il silenzio che ti fa mia!                                                                             | 그러면 내 입맞춤이 침묵을 녹이고 그대는 내 것이 될 것이오!                                                              |
아리아의 절정이 끝나기 직전, 여성 합창이 멀리서 노래한다:
| Il nome suo nessun saprà, E noi dovrem, ahimè, morir, morir! | 그의 이름은 누구도 알지 못할 터, 그러면 우리는, 아아, 죽는구나, 죽어! |
칼라프는 승리를 확신하며 노래한다:
| Dilegua, o notte! Tramontate, stelle! All'alba vincerò! Vincerò! Vincerò! | 물러가라, 밤이여! 사라져라, 별들이여! 새벽 밝아오면, 나 이기리라! 이기리라! 이기리라! |